# Abunema indicum
Abunema indicum is een rondwormensoort uit de familie van de Tripylidae. De wetenschappelijke naam van de soort is voor het eerst geldig gepubliceerd in 1970 door Khera.